# 6e étape du Tour de France 1935
Pour un article plus général, voir Tour de France 1935.
La 6e étape du Tour de France 1935 se déroule le mercredi 10 juillet.
Les coureurs relient Évian-les-Bains, en Haute-Savoie, à Aix-les-Bains, en Savoie, au terme d'un parcours de 207 kilomètres.
Le Français René Vietto gagne l'étape tandis que Romain Maes conserve la tête du classement général.
À l'issue de cette première étape de montagne, 75 coureurs restent qualifiés pour la 7e étape qui verra le franchissement du col du Galibier.

## Parcours
Le départ est donné à Évian-les-Bains, puis les coureurs traversent les communes de Thonon-les-Bains, Perrignier, Lully, Machilly, Annemasse, Arthaz, Findrol, Bonneville où débutent l'ascension du col des Aravis en passant par Saint-Pierre-de-Rumilly, Petit-Bornand, Entremont, Saint-Jean-de-Sixt, et La Clusaz.
Après le franchissement du col (1 470 m), la descente vers Albertville débute en passant par La Giettaz, Flumet, Saint-Nicolas-la-Chapelle, Le Moulin-Raviez et les Fontaines d'Ugine.
Après Albertville, l'ascension du second col de l'étape débute vers le col de Tamié. Après le franchissement du col (910 m), les coureurs descendent vers Aix-les-Bains où est jugée l'arrivée de l'étape, en passant par Vercher, Faverges, Doussard, Doingt, Annecy, Seynod, Chaux-Balmont, Saint-Félix, Albens, La Biolle et Gresy-sur-Aix.

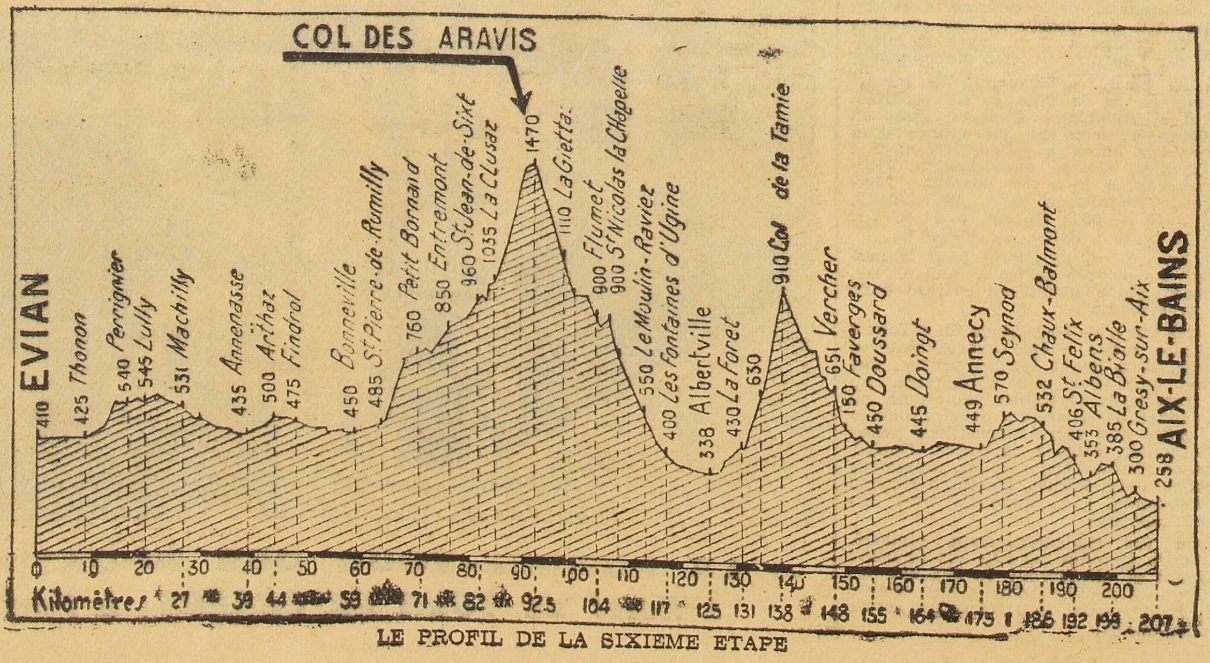
Profil de la 6e étape.

## Déroulement de la course

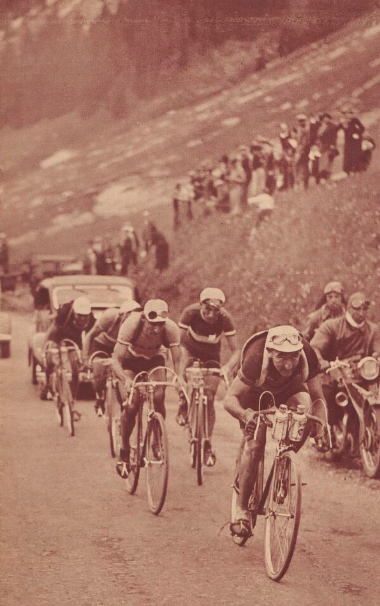
Vervaeke mène devant Vietto, Bertoni, Archambaud et S. Maes dans le col des Aravis sur la 6e étape du Tour de France 1935.

Le peloton reste groupé jusqu'à La Clusaz (85 km).
Le Français René Vietto s'échappe dès le début de l'ascension du col des Aravis. Il franchit le col en tête avec 4 secondes d'avance sur le Belge Sylvère Maes et 10 secondes sur l'Italien Remo Bertoni. Les deux premiers du classement général, Romain Maes et Antonin Magne sont pointé à 1 min 20 s.
René Vietto maintient son avance dans la descente des Aravis puis creuse l'écart dans l'ascension du col de Tamié, Sylvère Maes, deuxième, point à 2 min 10 s. À Annecy, Vietto compte encore 1 min 55 s d'avance sur le peloton des favoris puis 2 min 40 à Saint-Félix.
Sylvère Maes, deuxième et intercalé entre Vietto et les favoris, coupe son effort pour se laisser glisser dans le groupe des favoris afin d'aider le maillot jaune Romain Maes.
Romain Maes crève mais ne perd pas de temps grâce à l'assistance immédiate de son coéquipier Sylvère Maes.
René Vietto l'emporte à Aix-les-Bains après une échappée de près de 125 km avec 3 minutes 50 secondes d'avance sur le peloton des favoris réglé au sprint par Le Grevès.
L'étape permet à Vietto de passer de la 26e à la 16e place au classement général.
Trois coureurs sont éliminés :  l'Italien Eugenio Gestri, l'Espagnol Isidro Figueras et l'Allemand Kurt Stöpel.

## Classements

### Prix du meilleur grimpeur
Le classement à l'issue de l'étape est le suivant :
| Classement de la montagne | Classement de la montagne | Classement de la montagne | Classement de la montagne | Classement de la montagne |
| Coureur                   | Coureur                   | Pays                      | Équipe                    | Points                    |
| ------------------------- | ------------------------- | ------------------------- | ------------------------- | ------------------------- |
| 1er                       | Félicien Vervaecke        | Belgique                  | Alcyon-Dunlop             | 16 pts                    |
| 2e                        | Jules Lowie               | Belgique                  |                           | 13 pts                    |
| 3e                        | René Vietto               | France                    | Helyett-Hutchinson        | 10 pts                    |
| 4e                        | Sylvère Maes              | Belgique                  |                           | 9 pts                     |

### Classement de l'étape
| \| Classement de l'étape \| Classement de l'étape \| Classement de l'étape \| Classement de l'étape \| Classement de l'étape \| \| Coureur \| Coureur \| Pays \| Équipe \| Temps \| \| --------------------- \| --------------------- \| --------------------- \| --------------------- \| --------------------- \| \| 1er \| René Vietto \| France \| Helyett-Hutchinson \| \| \| 2e \| René Le Grevès \| France \| \| \| \| 3e \| Vasco Bergamaschi \| Italie \| \| \| \| 4e \| Ambrogio Morelli \| Italie \| \| \| \| 5e \| Romain Maes \| Belgique \| Alcyon-Dunlop \| \| \| 6e \| Georges Speicher \| France \| \| \| \| 7e \| François Neuville \| Belgique \| \| \| \| 8e \| Jules Lowie \| Belgique \| \| \| \| 9e \| Dante Gianello \| Italie \| \| \| \| 10e \| Charles Berty \| France \| \| \| |                   |          |                    |       |
| |                   |          |                    |       |
| |                   |          |                    |       |
| Classement de l'étape |                   |          |                    |       |
| Coureur | Coureur           | Pays     | Équipe             | Temps |
| 1er | René Vietto       | France   | Helyett-Hutchinson |       |
| 2e | René Le Grevès    | France   |                    |       |
| 3e | Vasco Bergamaschi | Italie   |                    |       |
| 4e | Ambrogio Morelli  | Italie   |                    |       |
| 5e | Romain Maes       | Belgique | Alcyon-Dunlop      |       |
| 6e | Georges Speicher  | France   |                    |       |
| 7e | François Neuville | Belgique |                    |       |
| 8e | Jules Lowie       | Belgique |                    |       |
| 9e | Dante Gianello    | Italie   |                    |       |
| 10e | Charles Berty     | France   |                    |       |

### Classement général à l'issue de l'étape
| \| Classement général \| Classement général \| Classement général \| Classement général \| Classement général \| \| Coureur \| Coureur \| Pays \| Équipe \| Temps \| \| ------------------ \| ------------------ \| ------------------ \| ------------------- \| ------------------ \| \| 1er \| Romain Maes \| Belgique \| Alcyon-Dunlop \| \| \| 2e \| Antonin Magne \| France \| France-Sport-Dunlop \| \| \| 3e \| Vasco Bergamaschi \| Italie \| \| \| \| 4e \| Jules Lowie \| Belgique \| \| \| \| 5e \| Georges Speicher \| France \| \| \| \| 6e \| Edgard De Caluwé \| Belgique \| \| \| \| 7e \| René Bernard \| France \| \| \| \| 8e \| Sylvère Maes \| Belgique \| \| \| \| 9e \| Oskar Thierbach \| Allemagne \| \| \| |                   |           |                     |       |
| |                   |           |                     |       |
| |                   |           |                     |       |
| Classement général |                   |           |                     |       |
| Coureur | Coureur           | Pays      | Équipe              | Temps |
| 1er | Romain Maes       | Belgique  | Alcyon-Dunlop       |       |
| 2e | Antonin Magne     | France    | France-Sport-Dunlop |       |
| 3e | Vasco Bergamaschi | Italie    |                     |       |
| 4e | Jules Lowie       | Belgique  |                     |       |
| 5e | Georges Speicher  | France    |                     |       |
| 6e | Edgard De Caluwé  | Belgique  |                     |       |
| 7e | René Bernard      | France    |                     |       |
| 8e | Sylvère Maes      | Belgique  |                     |       |
| 9e | Oskar Thierbach   | Allemagne |                     |       |